# Sutukung
Sutukung ist eine Ortschaft im westafrikanischen Staat Gambia.
Nach einer Berechnung für das Jahr 2013 leben dort etwa 1555 Einwohner, das Ergebnis der letzten veröffentlichten Volkszählung von 1993 betrug 1341.

## Geographie
Sutukung, in der Lower River Region, Distrikt Jarra East, liegt rund 3,4 Kilometer westlich der South Bank Road rund sechs Kilometer südlich der Sofanyama Bridge.